# Culicoides hirtipennis
Culicoides hirtipennis är en tvåvingeart som beskrevs av Mercedes Delfinado 1961. Culicoides hirtipennis ingår i släktet Culicoides och familjen svidknott. Inga underarter finns listade i Catalogue of Life.